# Твоя провина (фільм)
Твоя провина (іспанська Culpa tuya) — іспанська романтична драма 2024 року, знята Домінго Гонсалесом за мотивами серіалу Мерседес Рон «Винуватці» з Ніколь Воллес і Габріелем Геварою в головних ролях. Це продовження фільму «Моя вина» (2023).

## Сюжет
Стосунки Ніка та Ноа здаються непохитними, попри спроби батьків розлучити їх. Нік готовий зміцнити свої стосунки з Ноа і довести, що він більше не той Нік, яким був раніше: той, хто любив бійки, перегони та дівчат. Нік починає працювати в юридичній фірмі свого батька разом із привабливою колегою Софією; і Ноа вступає до коледжу, де вона ділить квартиру з Браяр, загадковою та веселою дівчиною, яка приховує темну таємницю за своєю усмішкою.

## У ролях
- Ніколь Воллес — Ноа Моран
- Габріель Гевара — Нік Лейстер
- Марта Асас — Рафаелла
- Іван Санчез — Вільям
- Єва Руіс — Дженна
- Віктор Варона — Ліон

## Виробництво
Фільм «Твоя провина», продовження «Моєї провини», був знятий разом із третьою частиною, «Наша провина» (Culpa nuestra). Спільні зйомки двох фільмів завершилися в Мадриді в лютому 2024 року. Виробництвом фільму займалися Banijay Iberia's Pokeepsie Films (Алекс де ла Іглесія та Кароліна Бенг) спільно з Amazon MGM Studios.

## Реліз
Прем'єра фільму відбулася 18 грудня 2024 року на арені Паласіо Вісталегре в Мадриді перед 4000 фанатами. Він став доступним на Amazon Prime Video 27 грудня 2024 року.

## Реакція
Паула Пардо Луз з Cinemanía оцінила фільм на 3 зірки з 5, написавши, що він «виконує свою мету, [оскільки] дуже розважає та розважає, і змушує вас хотіти дізнатися, що станеться в третій і останній частині саги».
Пітер Бредшоу з Ґардіан оцінив фільм на 1 із 5 зірок, назвавши його «надзвичайно химерним і дерев'яно зіграним ромбдрамом», інакше «[будь-яке] денне телевізійне мило виглядатиме як Інгмар Бергман».
Алехандро Морільяс з ign.com поставив фільму 6 балів («добре»), визнаючи, що навіть якщо з «дорослої та старовинної» точки зору «ми можемо дивитися на [фільм] лише з хворобливою сумішшю жаху та зачарування», він «все одно дуже цікавий».
Ця частина трилогії встановила новий рекорд як найпопулярніший міжнародний фільм на момент запуску на Amazon Prime, перевершивши показники дебюту першого фільму «Моя вина», 90 % глядачів якого були за межами Іспанії.

## Продовження
Очікується, що третя і остання частина серії, Culpa nuestra (Наша провина), вийде в 2025 році.